# Melora Walters
Melora Walters (ur. 21 października 1968 w Dhahran) – amerykańska aktorka pochodząca z Arabii Saudyjskiej.

## Wybrana filmografia
- Stowarzyszenie Umarłych Poetów (Dead Poets Society, 1989) - Gloria
- Beethoven (1992)
- Dwadzieścia dolców (Twenty Bucks, 1993) - Striptizerka
- Chłopiec okrętowy (Cabin Boy, 1994) - Trina
- Ed Wood (1994) - Sekretarka #2
- Egzekutor (Eraser, 1996) - Darleen
- Boogie Nights (1997) - Jessie St. Vincent
- L.A. Doctors (1998–1999) - Felicity
- Druga szansa (Twice Upon a Time, 1998) Alannah Merribone
- Magnolia (1999) - Claudia Wilson Gator
- Wzgórze nadziei (Cold Mountain, 2003) - Lila
- Efekt motyla (The Butterfly Effect, 2004) Andrea Treborn
- Trzy na jednego (Big Love, 2006) - Wanda
- Harrison Montgomery (2007) - Margo Fleming
- Gotowe na wszystko (2007) - Sylvia Greene